# Comuna Zaiaciîți, Lokaci
Zaiaciîți (în ucraineană Заячиці) este o comună în raionul Lokaci, regiunea Volînia, Ucraina, formată din satele Kremeș și Zaiaciîți (reședința).

## Demografie
Componența lingvistică a satului Zaiaciîți
     Ucraineană (100%)
Conform recensământului din 2001, toată populația satului Zaiaciîți era vorbitoare de ucraineană (100%).